# Masayuki Okano
 (mai 2025).
Si vous disposez d'ouvrages ou d'articles de référence ou si vous connaissez des sites web de qualité traitant du thème abordé ici, merci de compléter l'article en donnant les références utiles à sa vérifiabilité et en les liant à la section « Notes et références ».
Masayuki Okano (岡野雅行, Okano Masayuki) est un footballeur japonais, né le 25 juillet 1972 à Yokohama.

## Biographie
En tant que milieu, Masayuki Okano fut international japonais à 25 reprises (1995-1999) pour 2 buts. 
Il fit partie des joueurs japonais sélectionnés pour la Coupe des confédérations 1995, mais il ne joua aucun match. 
Il participa à la Coupe d'Asie 1996, où il fut une seule fois titulaire contre la Chine et trois fois remplaçant contre l'Ouzbékistan, le Koweït et la Syrie. Le Japon est éliminé en quarts de finale.
Il participa à la Coupe du monde de football de 1998. Il ne joua qu'un seul match, en tant que remplaçant, contre la Croatie, mais le Japon est éliminé au premier tour.
Sa dernière compétition fut la Copa América 1999. Il est alors titulaire contre la Bolivie, mais le Japon est éliminé au premier tour.
Il débuta à l'Université Nihon pendant deux années, puis il signe aux Urawa Red Diamonds de 1994 à 2001. Il fait partie en 1996 de la J-League Best Eleven.
Il partit pour trois saisons à Vissel Kobe entre 2001 et 2004. Il ne remporta rien.
Il revient aux Urawa Red Diamonds. De 2004 à 2009, il remporta une J-League, deux coupes du Japon et une supercoupe du Japon.
Il signe en avril 2009 dans le club hongkongais de TSW Pegasus. Il fut finaliste de la coupe de Hong-Kong en 2009. Il joue ensuite au Japon, à Gainare Tottori, jusqu'en 2014. 

## Palmarès
- Coupe du Japon de football
  - Vainqueur en 2005 et en 2006
- Coupe de la Ligue japonaise de football
  - Finaliste en 2004
- J-League
  - Champion en 2006
  - Vice-champion en 2004, en 2005 et en 2007
- Supercoupe du Japon
  - Vainqueur en 2006
  - Finaliste en 2007
- Coupe de Hong Kong de football
  - Finaliste en 2009
- Ligue des Champions de l'AFC
  - Vainqueur en 2007